# Diócesis de Málaga-Soatá
La diócesis de Málaga-Soatá (en latín: Dioecesis Malagensis-Soatensis) es una circunscripción eclesiástica de la Iglesia católica en Colombia. Se trata de una diócesis latina, sufragánea de la arquidiócesis de Bucaramanga. Desde el 16 de julio de 2022 su obispo es Félix María Ramírez Barajas.

## Territorio y organización

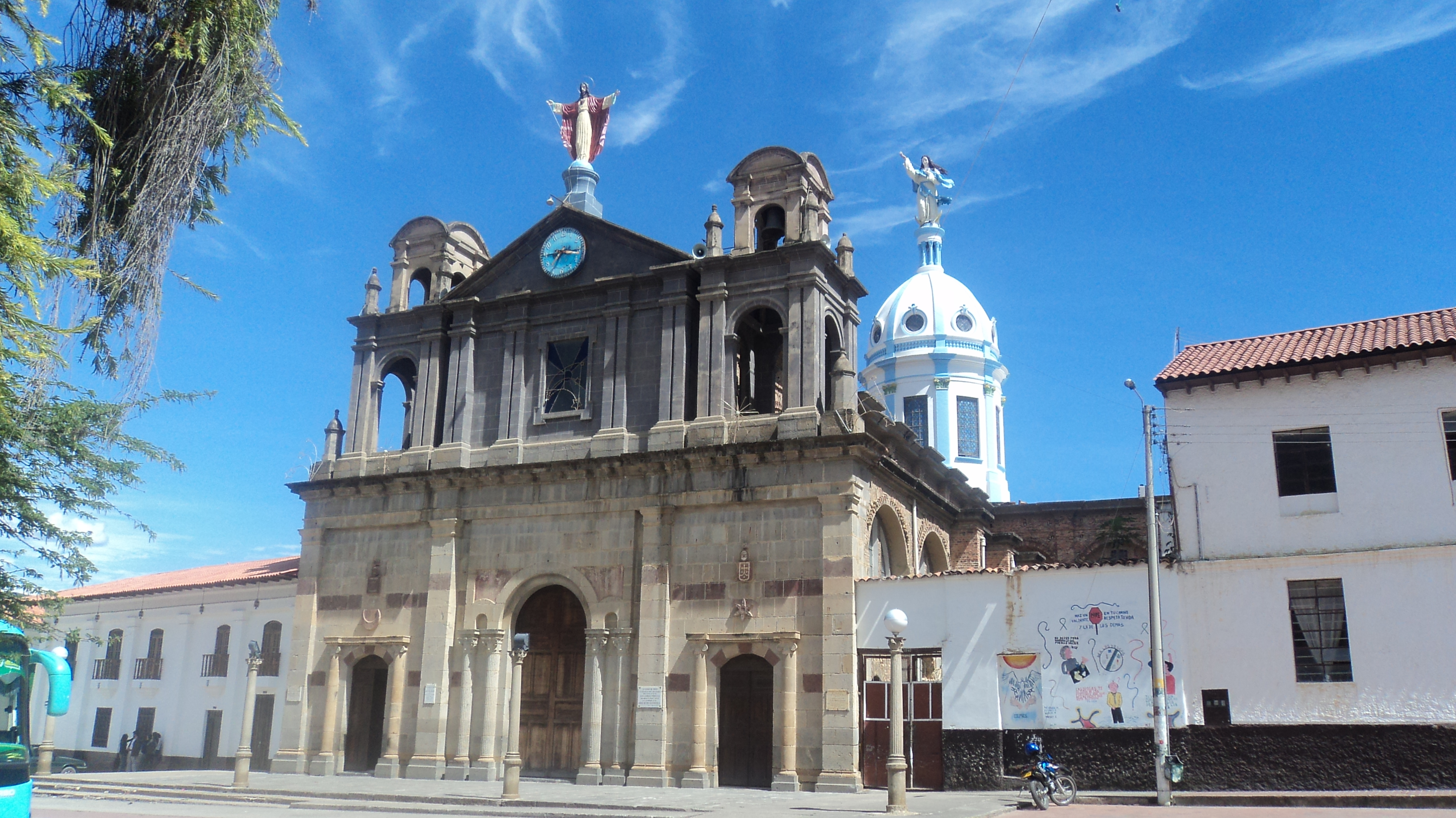
Concatedral de la Inmaculada Concepción, en Soatá

La diócesis tiene 7476 km² y extiende su jurisdicción sobre los fieles católicos de rito latino residentes en 26 municipios de dos departamentos:
- departamento de Santander: Cepitá, Guaca, San Andrés, Molagavita, Cerrito, Concepción, Macaravita, San Miguel, Capitanejo, Carcasí, Enciso, San José de Miranda y Málaga;
- departamento de Boyacá: Susacón, Soatá, Covarachía, Tipacoque, Boavita, La Uvita, San Mateo, Guacamayas, Panqueba, El Cocuy, Güicán, El Espino y Chiscas.

La sede de la diócesis se encuentra en la ciudad de Málaga, en donde se halla la Catedral de la Inmaculada Concepción. En Soatá se halla la Concatedral de la Inmaculada Concepción.
En 2021 en la diócesis existían 31 parroquias.

## Historia
La diócesis fue erigida el 7 de julio de 1987 mediante la bula Quo efficacius provideretur del papa Juan Pablo II, derivando el territorio de la arquidiócesis de Bucaramanga y de la diócesis de Duitama.
El 28 de enero de 1995, mediante la carta apostólica Christifideles dioecesis, el papa Juan Pablo II confirmó a la Santísima Virgen María, venerada con el título de Inmaculada Concepción, como patrona de la diócesis.

## Estadísticas
Según el Anuario Pontificio 2022 la diócesis tenía a fines de 2021 un total de 179 350 fieles bautizados.
| Año                                                                             | Población            | Población | Población      | Sacerdotes | Sacerdotes    | Sacerdotes    | Bautizados por sacerdote | Diáconos permanentes | Religiosos | Religiosos | Parroquias |
| Año                                                                             | Bautizados católicos | Total     | % de católicos | Total      | Clero secular | Clero regular | Bautizados por sacerdote | Diáconos permanentes | Varones    | Mujeres    | Parroquias |
| ------------------------------------------------------------------------------- | -------------------- | --------- | -------------- | ---------- | ------------- | ------------- | ------------------------ | -------------------- | ---------- | ---------- | ---------- |
| 1990                                                                            | 225 000              | 227 000   | 99.1           | 40         | 40            |               | 5625                     |                      |            | 111        | 29         |
| 1999                                                                            | 172 297              | 183 698   | 93.8           | 49         | 49            |               | 3516                     |                      |            | 107        | 30         |
| 2000                                                                            | 174 513              | 183 698   | 95.0           | 52         | 52            |               | 3356                     |                      |            | 107        | 30         |
| 2001                                                                            | 174 513              | 183 698   | 95.0           | 51         | 51            |               | 3421                     |                      |            | 107        | 30         |
| 2002                                                                            | 174 513              | 183 698   | 95.0           | 52         | 52            |               | 3356                     |                      |            | 105        | 30         |
| 2003                                                                            | 164 000              | 171 868   | 95.4           | 53         | 53            |               | 3094                     |                      |            | 75         | 31         |
| 2004                                                                            | 161 133              | 171 110   | 94.2           | 49         | 49            |               | 3288                     |                      |            | 84         | 31         |
| 2013                                                                            | 176 000              | 186 000   | 94.6           | 65         | 65            |               | 2707                     |                      | 7          | 62         | 31         |
| 2016                                                                            | 93 216               | 103 249   | 90.3           | 66         | 66            |               | 1412                     |                      |            | 72         | 31         |
| 2019                                                                            | 95 615               | 105 400   | 90.7           | 171        | 171           |               | 559                      |                      |            | 30         | 31         |
| 2021                                                                            | 179 350              | 189 675   | 94.6           | 66         | 66            |               | 2717                     |                      |            | 28         | 31         |
| Fuente: Catholic-Hierarchy, que a su vez toma los datos del Anuario Pontificio. |                      |           |                |            |               |               |                          |                      |            |            |            |

## Episcopologio
- Hernán Giraldo Jaramillo (7 de julio de 1987-19 de enero de 2001 nombrado obispo de Buga)
- Darío de Jesús Monsalve Mejía (25 de julio de 2001-3 de junio de 2010 nombrado arzobispo coadjutor de Cali)
- Víctor Manuel Ochoa Cadavid (24 de enero de 2011-24 de julio de 2015 nombrado obispo de Cúcuta)[nota 1]
- José Libardo Garcés Monsalve (29 de junio de 2016-4 de octubre de 2021 nombrado obispo de Cúcuta)[nota 2][4]
- Félix María Ramírez Barajas, desde el 16 de julio de 2022